# All the hits
All the hits is het eerste verzamelalbum van René Froger. Op het album staan de grootste en bekendste hits, aldus de titel van het album. Ook staan er verschillende duetten op met Het Goede Doel, Bobbie Eakes, Marco Borsato, Ruth Jacott, Chess, Monique Klemann, Suzanne Klemann & Anita Doth.
Ook staan er twee nieuwe nummers op, deze nummers zijn niet van Froger. If You Leave Me Now en I Was Made For Loving You, een cover van Kiss.
In datzelfde jaar, 2000, kwam All The Hits uit als een Limited Edition met drie cd's. Op het 3de schijfje staat een aantal unieke nummers uit een concert in De Kuip Rotterdam, die tot dat moment nooit op cd zijn verschenen.

## Tracklist
CD1
1. (Strip yourself) naked for me
2. We all need a miracle
3. Crazy way about you
4. Winter in America
5. Alles kan een mens gelukkig maken (& Het Goede Doel)
6. This is the moment
7. Are you ready for loving me
8. Just say hello
9. Woman woman
10. Nobody else (Feat. Candy Dulfer)
11. Kayleigh
12. Calling out your name (Ruby)
13. Why are you so beautiful
14. You place or mine
15. The number one
16. How do I live (duet with Bobbie Eakes)
17. Somebody else's dream
18. You've got a friend (Feat. Marco Borsato & Ruth Jacott)
19. Beauty & the beast (duet with Chaess)
20. If You Leave Me Now (Feat. Monique & Suzanne Klemann)

CD2
1. I couldn't have done it without you
2. I Was Made for Lovin' You
3. In dreams (een cover van Roy Orbison)
4. Loving you
5. I can't stop myself
6. Love leave me
7. Wild rhythm
8. Love of the year
9. Man with a mission
10. Here in my heart
11. For a date with you
12. If you don't know
13. Still on your side
14. Never fall in love
15. Gone are the days
16. I who have nothing
17. That's when I'll stop loving you (Feat. Anita Doth)
18. Why goodbye
19. Under the christmas tree
20. Most of all I wish you were here

CD3 (Limited Edition)
1. Wild rhythm
2. Never fall in love
3. In dreams
4. (Strip yourself) naked for me
5. We all nedd a miracle
6. Crazy way about you

## Hitnotering

### Nederlandse Album Top 100
| Nummer | 13 | 5  | 6  | 8  | 6  | 4  | 11  | 17  | 19 | 18 | 18 | 19 | 13 | 9  | 9   | 12 | 19 | 24  | 30  | 42  | 65 | 96 |
| Week   | 23 | 24 | 25 | 26 | 27 | 28 | 29  |     | 30 | 31 | 32 | 33 | 34 | 35 |     | 36 | 37 |     | 38  |     | 39 | 40 |
| Nummer | 87 | 73 | 83 | 91 | 80 | 82 | 100 | uit | 82 | 73 | 60 | 62 | 65 | 73 | uit | 89 | 87 | uit | 100 | uit | 91 | 86 |

### Vlaamse Album Top 200
| Nummer | 46 | 36 | 29 | 24 | 24 | 28 | 38 | 49 | 45 | 45 | 48 | uit |